# Den magiska leksaksaffären
Den magiska leksaksaffären (engelska: Mr. Magorium's Wonder Emporium) är en amerikansk-kanadensisk barnfilm/fantasykomedifilm från 2007, som är skriven och regisserad av Zach Helm och producerad av FilmColony, Mandate Pictures, Walden Media, Richard N. Gladstein och James Garavente, samt med musik komponerad av Alexandre Desplat och Aaron Zigman. Huvudrollerna spelas av Dustin Hoffman och Natalie Portman, vars svenska röster görs av Claes Ljungmark och Anna Nordell i filmen. Filmen hade biopremiär här i Sverige den 21 juni 2008.

## Handling
Filmen handlar inledningsvis om hur den 243 år gamle leksakshandlaren Herr Mackapär en dag bestämmer sig för att åka iväg, och samtidigt lämna över allt ansvar till sin lite udda och osäkra assistent Molly Mahoney, som ska sköta leksaksaffären under tiden som han själv är borta. I samma veva blir även en otroligt stel revisor vid namn Henry Weston anställd i butiken, och han verkar inte alls vilja förstå den underbara magin och dess inslag i butiken, som vissa i den övriga butikspersonalen kanske gör. Men med hjälp av en liten pojke vid namn Erik lyckas Molly komma på andra tankar och bli mer säker på sig själv och sin roll i den otroligt stora och fantastiska leksaksaffären. Hon och resten av personalen går även ihop för att protestera mot revisorn Henry och hans försök att sätta stopp för all magi, så att han till slut kan förstå hur underbar och märkvärdig denna butik faktiskt är.

## Rollista (i urval)
| Roll                                | Skådespelare    | Svensk röst     |
| ----------------------------------- | --------------- | --------------- |
| Herr Mackapär (Mr. Edward Magorium) | Dustin Hoffman  | Claes Ljungmark |
| Molly Mahoney                       | Natalie Portman | Anna Nordell    |
| Henry Weston                        | Jason Bateman   | Jakob Stadell   |
| Erik (Eric Applebaum)               | Zach Mills      | Jakob Bergström |